# Faderhead
Faderhead est un groupe (one-man band) allemand d'electro dont l'unique membre est Faderhead, chanteur et producteur de musique allemand Sami Mark Yahya / Sam Nordmann, originaire de Hambourg.

## Histoire

### Débuts
Le premier album FH1 sort en 2006,. Au cours de cette année, Faderhead part en tournée et participe également à ses premiers festivals tels que le Dark Dance Treffen et le Summer Darkness Festival. En 2007, l'album FH2 sort, sur lequel figure également le single Dirtygrrrls / Dirtybois, ainsi qu'un clip vidéo pour la chanson Girly Show.
En 2008, Faderhead se sépare de son label Accession Records et sort la ballade au piano Exit Ghost. Peu après, le titre club TZDV est publié et le 10 octobre, l'album FH3. En 2009, Faderhead joue au M'era Luna Festival à Hildesheim (Allemagne), à Exit à Novi Sad, en Serbie, ainsi que des spectacles aux Pays-Bas, en Italie, en Grèce, au Royaume-Uni, en Belgique et au Mexique. En octobre 2009, Faderhead sort l'EP Horizon Born, qui ne contient que des ballades.
En septembre 2010, il sort son quatrième album Black Friday, dont la sortie est accompagnée d'un court-métrage. Faderhead fait une tournée des clubs en Europe, comme le Christmas Ball Festival Tour avec Laibach, Project Pitchfork, Fields of the Nephilim et Agonoize. 2011 commence par une tournée de 15 concerts aux États-Unis avec Aesthetic Perfection et Everything Goes Cold et se termine par l'EP The Way to Fuck Clubs.

### Autres albums
En 2012, le cinquième album studio, The World of Faderhead, sort,. La vidéo de Fistful of Fuck You devient populaire en raison de son style de jeu vidéo. Faderhead effectue une tournée de 14 concerts aux États-Unis et donne des concerts en club en Europe, notamment au festival M'era Luna. Faderhead sort une compilation de deux CD intitulée Two Sides to Every Story. Le premier CD de cette compilation contient ses morceaux de club les plus populaires, tandis que le second CD contient ses chansons/ballades pop les plus populaires. En 2013, Faderhead sort l'album FH4, dont le premier single, Dancers, est réalisé avec le MC techno Shawn Mierez (I Like It Loud). Des concerts dans le monde entier (y compris 14 spectacles aux États-Unis) suivent et Faderhead joue de nouveau à l'Amphi Festival de Cologne (Allemagne). L'album Atoms and Emptiness sort en février 2014, suivi d'une tournée de 4 semaines aux côtés de Aesthetic Perfection, ainsi que des clips de Stand Up et When the Freaks Come Out.
En février 2016, Faderhead sort l'album FH-X et fait une tournée en Angleterre et en Allemagne. En octobre, il sort l'EP Anima in Machina et effectue une tournée en Allemagne avec Covenant. L'EP Anima in Machina est classé no 1 dans les charts alternatifs allemands (DAC). En 2019, Faderhead joue sur la scène principale de l'Amphi Festival à Cologne et au NCN Festival à Leipzig avant de sortir son dixième album studio, Asteria. Asteria comprend le single From His Broken Bones et est souvent décrit par les fans et la presse comme « l'album le plus sombre de Faderhead ».
En plus de tournées étendues, Faderhead est régulièrement invité à de grands festivals de la scène comme le Wave-Gotik-Treffen, l'Amphi Festival ou le M'era Luna Festival.
En 2020, Faderhead ne donne qu'un seul concert en raison de la pandémie de Covid-19 et sort le single I Did Not Know avec le chanteur invité Sven Friedrich de Solar Fake, le single d'Halloween Halloween Spooky Queens, ainsi que l'EP 2077, qui est conçu comme musique pour jouer au jeu vidéo Cyberpunk 2077, sorti en décembre 2020.
En 2021, Faderhead sort le single Better avec le chanteur invité Chris Harms (Lord of the Lost) et le concert anniversaire des « 15 ans de Faderhead » a lieu au Circus Probst à Gelsenkirchen, malgré la poursuite des restrictions dues à la pandémie de Covid-19. Le 27 décembre 2021 sort le 11e album studio Years of the Serpent, dont les singles All Black Everything et Too Dead for Life sont extraits avec des vidéos. 
Toujours en 2021, il connaît également le succès en tant qu'auteur-compositeur pour d'autres groupes : le groupe Eisbrecher est monté sur le podium avec son album Liebe. Macht. Monster. à la première place du classement officiel des albums allemands, pour lequel Faderhead a coécrit la chanson Nein Danke. Le groupe Lord of the Lost se hisse à la deuxième place du classement officiel des albums allemands avec son album Judas, pour lequel Faderhead a coécrit la chanson 2000 Years A Pyre. Faderhead remixe également Halloween Spooky Queens et publie une version 2021 accompagnée d'une vidéo lyrique officielle. En décembre 2021, Faderhead sort l'album Years of the Serpent avec les singles All Black Everything et Too Dead for Life, tous deux accompagnés de clips musicaux.

### Years of the Serpent
En 2022, Faderhead revient sur le devant de la scène, à la fois en solo et lors de festivals tels que Unter Schwarzer Flagge 2022, M'era Luna, E-Tropolis, et Dark Storm. Il sort également le single Dark Water, extrait de l'album Years of the Serpent, accompagné d'un clip.

## Discographie

### Albums studio
- 2006 : FH1
- 2007 : FH2
- 2008 : FH3
- 2010 : Trilogy
- 2010 : Black Friday
- 2012 : The World of Faderhead
- 2013 : Empires of the Northern Lights v2.42
- 2013 : FH4
- 2014 : Atoms and Emptiness
- 2016 : FH-X
- 2017 : Night Physics
- 2019 : Asteria
- 2022 : Years of the Serpent

### Singles et EP
- 2004 : The Protagonist
- 2006 : OH Scavenger vs. the Protagonist
- 2006 : Bassgod
- 2008 : Exit Ghost
- 2009 : Horizon Born
- 2010 : 69 Freaks per Minute
- 2011 : The Way to Fuck Clubs
- 2012 : A Fistful of Fuck You
- 2017 : No Signal
- 2019 : Starchaser
- 2020 : I Did Not Know (feat. Solar Fake)
- 2020 : Halloween Spooky Queens
- 2020 : 2077
- 2021 : Better (feat. Chris Harms)
- 2022 : Therapy for One (Acoustic)
- 2023 : The Ascender